# Mads Julius Elf
Mads Julius Elf, født i Roskilde i 1971, er forlægger og ph.d. i nordisk litteratur. Han grundlagde i 2013 det uafhængige universitetsforlag U Press og udbyggede i 2021 forlaget med det skønlitterære imprint Café Monde. Elf er præsident for Dansk PEN. To gange har han været udsendt af Uddannelses- og Forskningsministeriet, dels som lektor i dansk sprog og litteratur ved Albert Ludwigs Universität i Freiburg i Tyskland, dels i en tilsvarende stilling ved Vilnius Universitet i Litauen. Han tog størstedelen af sin M.A. på New York University og er cand.mag. i dansk fra Københavns Universitet. Som forfatter har han skrevet bøger og artikler om emner inden for dansk og europæisk kulturhistorie, med fokus på oplysningens tid og tradition. Han er ophavsmand til hæftet 1700-tallet sort på hvidt, der blev trykt i 160.000 eksemplarer til Århundredets Festival. Elfs kandidatspeciale Apropos smagen om Ludvig Holbergs litterære gennembrud er udkommet på Dansklærerforeningens Forlag, og hans ph.d.-afhandling Tantaluskvaler – den moderne fortælling om appetit er udgivet af Aarhus Universitetsforlag. Elf er initiativtager til udgivelsesprojektet Babette – dansk i en global horisont”.